# Campyloneurus concolor
Campyloneurus concolor är en stekelart som först beskrevs av Gyöö Viktor Szépligeti 1901.  Campyloneurus concolor ingår i släktet Campyloneurus och familjen bracksteklar. Inga underarter finns listade.